# Heartbreaker (Led Zeppelin-låt)
"Heartbreaker" är en sång inspelad av den brittiska rockgruppen Led Zeppelin 1969 på albumet Led Zeppelin II. Låtskrivandet har tillskrivits alla gruppmedlemmar, och den spelades in i A&R Studios, New York, under gruppens andra konsertturné till USA.
"Heartbreaker" är öppningsspår på albumets andra sida, och är berömd för ett gitarriff av Jimmy Page, och ett solo. Det röstades fram som det 16:e största gitarrsolot genom tiderna av tidskriften Guitar World magazine.